# Preone
Preone (friülà Preon) és un municipi italià, dins de la província d'Udine. És situat dins la Val Tagliamento, a la Cjargne. L'any 2007 tenia 293 habitants. Limita amb els municipis d'Enemonzo, Socchieve, Tramonti di Sotto (PN), Verzegnis, Vito d'Asio (PN).

## Administració
| Període | Identitat       | Partit        |
| ------- | --------------- | ------------- |
| 2004-   | Andrea Martinis | Llista cívica |